# 迪亞高·普耶
迪亞高·普耶·干沙利斯（西班牙語：Diego Poyet González，1995年4月8日—）是一名烏拉圭職業足球員，司職中場。現效力阿根廷足球甲级联赛球會葛度爾古斯。迪亞高·普耶的父親是前烏拉圭足球員古斯塔沃·普耶。迪亞高·普耶於查爾頓開始他的足球生涯，在查爾頓青訓學院接受足球訓練。雖然在2014年1月前都沒有在一隊上陣，但是他的卓越表現令他成為查爾頓2013-14賽季最佳球員。
迪亞高·普耶最初為英格蘭U16及英格蘭U17隊員，其後選擇效力父親祖國烏拉圭，成為他們烏拉圭U20的隊員。

## 球員生涯

### 查爾頓
2013年5月，迪亞高·普耶經的進步通過了球會青訓，在查爾頓開始他的職業生涯，迪亞高·普耶簽下了第一份職業球員合約。
迪亞高·普耶於2014年1月21日在足總杯第三輪以3-0戰勝牛津聯隊的比賽中首次登場，在81分鐘入替戴爾·斯蒂芬斯。他的第一場職業聯賽是於同年2月1日，查爾頓以2-1作客慘敗給韋根。當登場後，領隊基斯·鮑維預計迪亞高·普耶會有更多出場機會。
儘管在2月才首次登場及只為查爾頓上陣了20場聯賽，迪亞高·普耶的表現令他被評為2013-14賽季查爾頓年度最佳球員。
2014年6月26日，查爾頓宣布，迪亞高·普耶表示，他不會續約，他的合約將於2014年7月1日結束，並會探索他在其他地方的可能性。

### 韋斯咸
迪亞高·普耶於2014年7月8日加盟韋斯咸，簽約四年，韋斯咸與查爾頓亦為此轉會達成補償協議 。他的父親及當時任職新特蘭領隊的古斯塔沃·普耶也熱衷於簽入迪亞高·普耶，但最後打退堂鼓因為擔心這可能會因裙帶關係而造成更衣室裡的衝突。
2014年8月23日，迪亞高·普耶首次上陣對戰水晶宮，於83分鐘入替馬路·沙拉迪，作客以3-1取勝。四天後，他首次正選上陣，打足全場120分鐘，在十二碼決勝下韋斯咸在第二輪的聯賽杯於主場輸給錫菲聯。
2014年11月7日，迪亞高·普耶以短期借用形式加盟英冠球會哈特斯菲爾德為期一個月直到2014年12月6日。他是被查爾頓的前任領隊基斯·鮑維看上簽入的。簽字後的那天，迪亞高·普耶在哈特斯菲爾德作客以3-1敗給富咸的比賽上作為未出場的替補球員。他於11月22日首次為哈特斯菲爾德在基爾岩球場正選上陣，打足90分鐘，雙方互交白卷下賽和錫周三。他在接下來的比賽出戰對保頓，但在2-1擊敗賓福特的比賽上，迪亞高·普耶不在他們的球員名單，其後借用完結回到韋斯咸。

## 國家隊生涯

### 英格蘭
迪亞高·普耶出生於西班牙而他的父母來自烏拉圭，迪亞高·普耶因為他的父親古斯塔沃·普耶於1997年加盟車路士而在英格蘭長大，他可以代表這三個國家出戰國家隊比賽。2014年1月，迪亞高·普耶說，他認為自己是英格蘭人，但不會拒絕代表烏拉圭。
迪亞高·普耶曾代表英格蘭U16和英格蘭U17的代表隊，並已入選參加2014年5月的英格蘭U19訓練營。
迪亞高·普耶收到他的第一個英格蘭U20國家隊的徵召於2014年9月5日與羅馬尼亞比賽，但在比賽前退出球隊。主教練保夫萊特隨後表示，“迪亞高還沒有決定是否代表烏拉圭，為了不等他自己作出清醒的決定，我們已經決定由他吧。"

### 烏拉圭
2015年2月，烏拉圭足協宣布他們打算在2015年2015年U20世界盃足球賽之前徵召迪亞高·普耶於2015年3月出戰兩場比賽－對陣葡萄牙及烏茲別克。2015年3月，迪亞高·普耶首次代表烏拉圭U20上陣入替馬路·阿拉姆巴里在克蘭風丹1-1戰平法國U20。

## 個人生活
迪亞高·普耶的父親是前烏拉圭足球員古斯塔沃·普耶。當迪亞高·普耶於1995年出生時，他正在效力薩拉戈薩，所以迪亞高·普耶於西班牙阿拉貢自治區的薩拉戈薩出生。
迪亞高·普耶的祖父華盛頓·普耶是一名籃球運動員，曾是烏拉圭國家隊的隊長，參與1960年奧運會及1964年奧運會。他的叔叔馬些路·普耶亦是專業的運動員。

## 外部連結
- 足球数据库：Diego Poyet的球员统计数据